# Kalisemut
Kalisemut is een bestuurslaag in het regentschap Lumajang van de provincie Oost-Java, Indonesië. Kalisemut telt 3334 inwoners (volkstelling 2010).